# Саррія (стадіон)
«Саррія» (ісп. Estadi de Sarrià, кат. Estadi de Sarrià, ісп. вимова: [əsˈtaði ðə səriˈa]) — футбольний стадіон у місті Барселона, Іспанія. З 1923 року по 1997 рік був домашнім стадіоном для клубу «Еспаньйол». Був однією з арен чемпіонату світу з футболу 1982 року та футбольного турніру Олімпійських ігор 1992 року. У 1997 році був закритий і знесений.

## Історія

### Будівництво і етап до ЧС
Стадіон був названий «Саррія», по імені дороги, яка колись пов'язувала старовинні міста Барселону і Саррія. Будівництво спортивної арени було розпочато 31 грудня 1921 року під керівництвом архітектора Матіаса Кольмінареса. Спочатку проект мав місткість арени на 40 000 глядачів, проте в процесі будівництва через фінансові труднощі кількість глядацьких місць було скорочено до 10 000. Відкриття арени відбулося 19 лютого 1923 року матчем між клубами «Еспаньйол» і «УЄ Сантс», в якому господарі перемогли з рахунком 4:1, автором першого голу на новому стадіоні став футболіст команди господарів — Вінсен Тоніхуан.
У 1948 році президент клубу «Еспаньйол» — Пако Саєнс викупив стадіон з приватних рук за 5 мільйонів песет. У 1951 році була знесена і заново збудована південна трибуна арени, в 1956 році до неї було прибудовано ще один сектор. У 1960 році на стадіоні були встановлені освітлювальні щогли з прожекторами. У 1970-х зазнала реконструкції і північна трибуна, над якою був зведений ще один ярус.

### ЧС і подальший етап
Стадіон був обраний одним з 17 майданчиків, на яких повинні були пройти матчі чемпіонату світу з футболу 1982 року. На стадіоні відбулися всі три матчі групи С другого групового етапу чемпіонату, в яких зустрічалися між собою збірні Італії, Бразилії і Аргентини. 
У 1988 році стадіон став місцем проведення одного з фінальних поєдинків Кубка УЄФА, в якому «Еспаньйол» зустрічався з німецьким «Баєром» (3:0). У 1992 році на стадіоні пройшли 5 матчів футбольного турніру в рамках Олімпійських ігор 1992 року.
У 1997 році через фінансові проблеми клуб продав стадіон одному з забудовників. Остання гра на арені пройшла 21 червня 1997 року, в якій «Еспаньйол» з рахунком 3:2 виграв у «Валенсії», останній гол в історії стадіону забив гравець команди гостей — Іван Кампо. 20 вересня 1997 року стадіон був знесений. Клуб «Еспаньйол» з 1997 року по 2009 рік проводив домашні матчі на Олімпійському стадіоні Барселони, а в 2009 році переїхав на нову власну арену — "Корнелья-Ель Прат".

## Чемпіонат світу з футболу 1982 року
Стадіон був одним із місць проведення чемпіонату світу з футболу 1982 року та приймав такі матчі:
| Дата           | Команда № 1 | Рез. | Команда № 2 | Раунд                  | Відвідуваність |
| -------------- | ----------- | ---- | ----------- | ---------------------- | -------------- |
| 29 червня 1982 | Італія      | 2–1  | Аргентина   | Група C (другий раунд) | 43,000         |
| 2 липня 1982   | Аргентина   | 1–3  | Бразилія    | Група C (другий раунд) | 44,000         |
| 5 липня 1982   | Італія      | 3–2  | Бразилія    | Група C (другий раунд) | 44,000         |